# HC Neratovice
HC Neratovice (celým názvem: Hockey Club Neratovice) byl český klub ledního hokeje, který sídlil ve městě Neratovice ve Středočeském kraji. Založen byl v padesátých letech dvacátého století skupinou místních fotbalistů a funkcionářů. V roce 1979 klub dosáhl svého největšího úspěchu, kdy dokázal postoupit do ČNHL. V lize se udržel jen jednu sezónu, když skončil na sestupovém dvanáctém místě. V roce 1995 klub koupil druholigovou licenci od HC Hodonín. Soutěž hrál nepřetržitě do roku 1999, kdy prodal svoji licenci do Kralup nad Vltavou. V roce 2004 se klub dostal do insolvence. Zrušen byl z nařízení soudu až v roce 2009. V roce 2013 se hokej do Neratovic opět vrátil, byl založen klub HC Buldoci Neratovice, který navazuje na původní neratovický hokejový klub.
Své domácí zápasy odehrával na zimním stadionu Neratovice s kapacitou 1 200 diváků.

## Přehled ligové účasti
Stručný přehled
Zdroj:
- 1975–1977: Divize – sk. A (4. ligová úroveň v Československu)
- 1977–1979: 2. ČNHL – sk. C (3. ligová úroveň v Československu)
- 1979–1980: 1. ČNHL – sk. A (2. ligová úroveň v Československu)
- 1993–1995: Středočeský krajský přebor (4. ligová úroveň v České republice)
- 1995–1999: 2. liga – sk. Západ (3. ligová úroveň v České republice)
- 1999–2004: Středočeský krajský přebor (4. ligová úroveň v České republice)

Jednotlivé ročníky
Zdroj:
Legenda: ZČ - základní část, červené podbarvení - sestup, zelené podbarvení - postup, fialové podbarvení - reorganizace, změna skupiny či soutěže
| Československo (1975 – 1993) |                            |           |           |                                       |                           |
| Sezóny                       | Soutěž                     | Úroveň    | ZČ        | Play-off, nadstavba, sk. o udržení... | Poznámky                  |
| 1975/76                      | Divize – sk. A             | 4. úroveň | 6. místo  |                                       |                           |
| 1976/77                      | Divize – sk. A             | 4. úroveň | 3. místo  |                                       | Reorganizace              |
| 1977/78                      | 2. ČNHL – sk. C            | 3. úroveň | 9. místo  |                                       |                           |
| 1978/79                      | 2. ČNHL – sk. C            | 3. úroveň | 3. místo  |                                       | Reorganizace              |
| 1979/80                      | 1. ČNHL – sk. A            | 2. úroveň | 12. místo |                                       | Sestup                    |
| ...                          |                            |           |           |                                       |                           |
| Česko (1993 – 2004)          |                            |           |           |                                       |                           |
| Sezóny                       | Soutěž                     | Úroveň    | ZČ        | Play-off, nadstavba, sk. o udržení... | Poznámky                  |
| 1993/94                      | Středočeský krajský přebor | 4. úroveň | ?. místo  |                                       |                           |
| 1994/95                      | Středočeský krajský přebor | 4. úroveň | ?. místo  |                                       | Koupě licence od Hodonína |
| 1995/96                      | 2. liga – sk. Západ        | 3. úroveň | 12. místo |                                       |                           |
| 1996/97                      | 2. liga – sk. Západ        | 3. úroveň | 5. místo  |                                       |                           |
| 1997/98                      | 2. liga – sk. Západ        | 3. úroveň | 5. místo  |                                       |                           |
| 1998/99                      | 2. liga – sk. Západ        | 3. úroveň | 12. místo |                                       | Prodej licence do Kralup  |
| 1999/00                      | Středočeský krajský přebor | 4. úroveň | ?. místo  |                                       |                           |
| 2000/01                      | Středočeský krajský přebor | 4. úroveň | ?. místo  | Baráž o 2. ligu - sk. A (5. místo)    |                           |
| 2001/02                      | Středočeský krajský přebor | 4. úroveň | ?. místo  | Baráž o 2. ligu - (prohra v 1. kole)  |                           |
| 2002/03                      | Středočeský krajský přebor | 4. úroveň | ?. místo  |                                       |                           |
| 2003/04                      | Středočeský krajský přebor | 4. úroveň | 3. místo  |                                       |                           |